# Agatha All Along
Echo Votre fidèle serviteur Spider-Man
Agatha All Along, ou Agatha à chaque fois au Québec, est une mini-série télévisée américaine en neuf épisodes de 31 à 49 minutes, créée par Jac Schaeffer et diffusée sur le service Disney+ entre le 18 septembre et le 30 octobre 2024 aux États-Unis et au Canada, et entre le 19 septembre et le 31 octobre 2024 dans les pays francophones européens.
Basée sur le personnage d'Agatha Harkness, créée par Stan Lee et Jack Kirby pour l'éditeur Marvel Comics, il s'agit du premier spin-off de la mini-série WandaVision (2021) dans laquelle cette version du personnage interprété par Kathryn Hahn a été introduite, ainsi que de la onzième série télévisée de l'univers cinématographique Marvel dont elle fait partie de la cinquième phase. Chronologiquement, elle se déroule après les événements du film Doctor Strange in the Multiverse of Madness (2022).
C'est la première série du studio produite et diffusée sous le label Marvel Television, qui reprend le nom de l'ancienne filiale télévisée de l'éditeur. Lors de sa sortie, la série reçoit des critiques majoritairement positives, notamment pour les performances de Hahn, Joe Locke, Aubrey Plaza et Patti LuPone ainsi que pour sa musique et son écriture. Elle reçoit par la suite plusieurs nominations, dont une pour le Golden Globe de la meilleure actrice dans une série télévisée musicale ou comique pour Kathryn Hahn, et remporte le Saturn Award de la meilleure série télévisée de super-héros.

## Synopsis
À la suite de son combat contre Wanda Maximoff, alias la Sorcière rouge, Agatha Harkness perd ses pouvoirs et est faite prisonnière de la ville de Westview dans le New Jersey où elle pense être Agnes, le personnage qu'elle utilisait pour tromper Wanda. Néanmoins, après la disparition de cette dernière au mont Wundagore, le sort commence à s'affaiblir.
Après trois ans, elle est finalement libérée par un adolescent gothique dont l'identité lui est inconnue car protégé par un sort. L'adolescent souhaite entamer un voyage sur la Route des Sorcières, un chemin mythique constitué d'une série d'épreuves magiques qui offre à ceux qui y survivent une chose qui leur manque. Agatha et lui partent donc à la recherche d'autres sorcières afin d'assembler un sabbat pour invoquer la route.
Alors qu'Agatha souhaitait en réalité uniquement voler le pouvoir des sorcières, elles arrivent à invoquer la route. Poursuivie par les Sept de Salem, elle n'a d'autres choix que d'entamer ce voyage avec le sabbat afin de retrouver ses pouvoirs. Pour réussir, elle sera prête à tout.

## Distribution

### Acteurs principaux
Note : Les acteurs ci-dessous sont crédités dans la distribution principale uniquement dans les épisodes où ils apparaissent.
- Kathryn Hahn (VF : Edwige Lemoine (dialogues) - Ana Ka (chant)) : Agatha Harkness / Agnes O'Connor
- Joe Locke (VF : Tom Trouffier) : l'ado / William Kaplan / Billy Maximoff / Wiccan
- Debra Jo Rupp (VF : Marie-Martine (dialogues) - Nathalie Homs (chant)) : Sharon Davis / Mme Hart (6 épisodes)
- Aubrey Plaza (VF : Marie-Eugénie Maréchal) : Rio Vidal / la Mort (6 épisodes)
- Sasheer Zamata (VF : Nahla Attali (dialogues) - Anandha Seethanen (chant)) : Jennifer Kale (8 épisodes)
- Ali Ahn (VF : Julie Mouchel) : Alice Wu-Gulliver (8 épisodes)
- Okwui Okpokwasili : Vertigo (3 épisodes)
- Patti LuPone (VF : Marie-Eve Dufresne (dialogues) - Sophie Delmas (chant)) : Lilia Calderu (7 épisodes)
- Evan Peters (VF : Jean-Christophe Dollé) : Ralph Bohner (1 épisode)
- Maria Dizzia (VF : Claire Guyot) : Rebecca Kaplan (2 épisodes)
- Paul Adelstein (VF : Boris Rehlinger) : Jeff Kaplan (2 épisodes)
- Miles Gutierrez-Riley (VF : Jhos Lican) : Eddie (1 épisode)

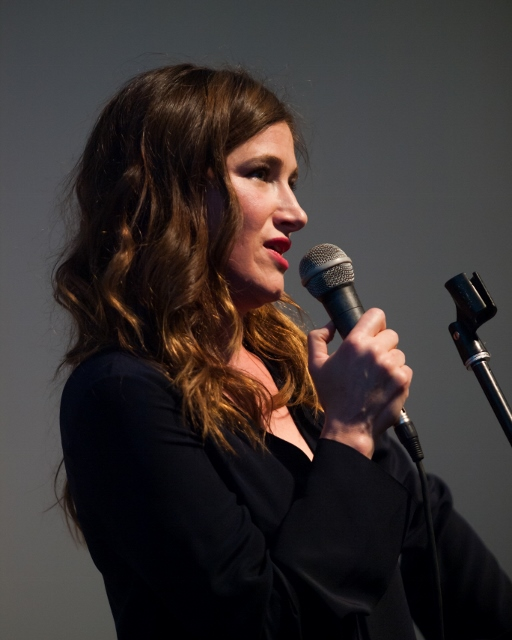
Kathryn Hahn interprète Agatha.
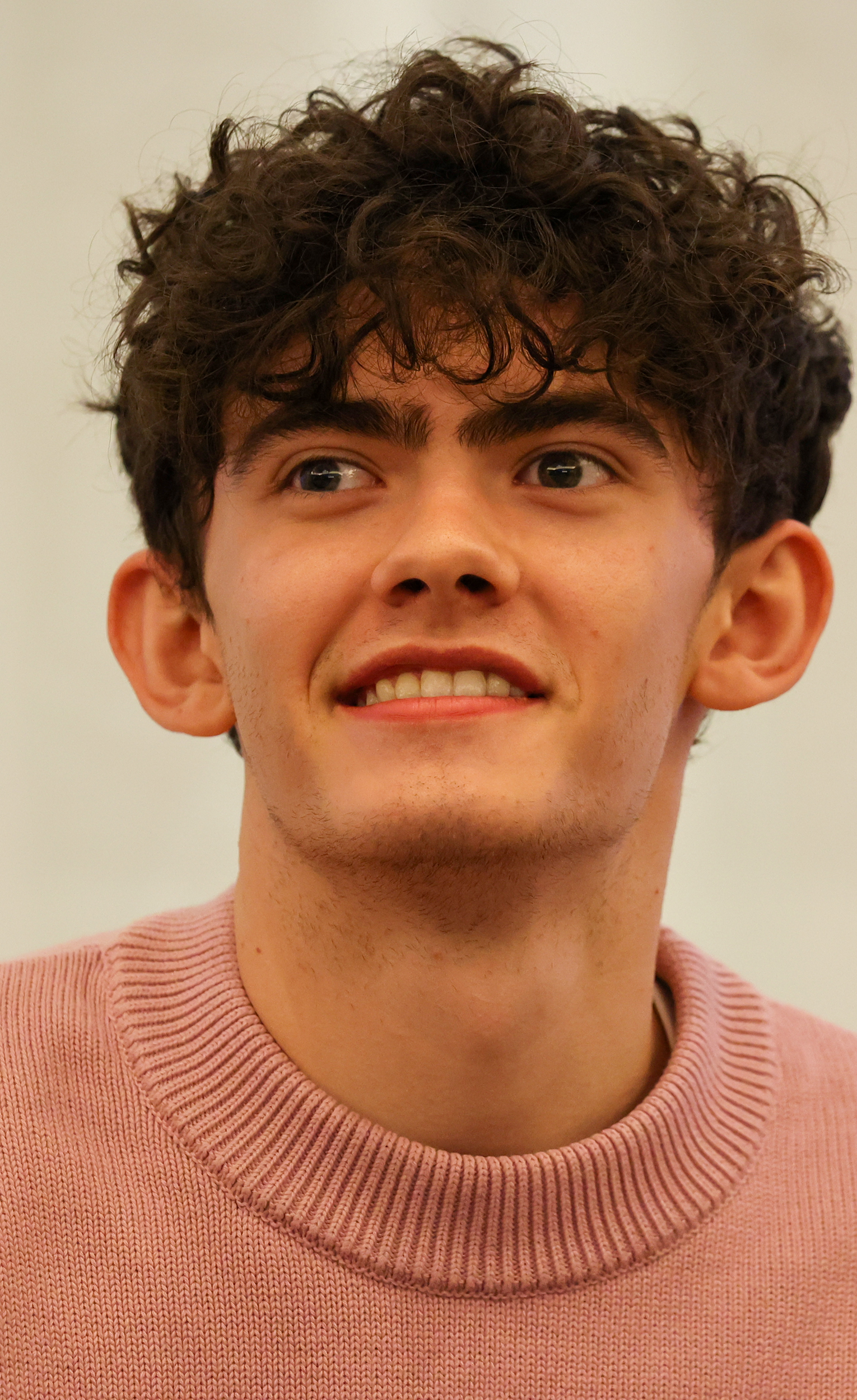
Joe Locke interprète Wiccan.
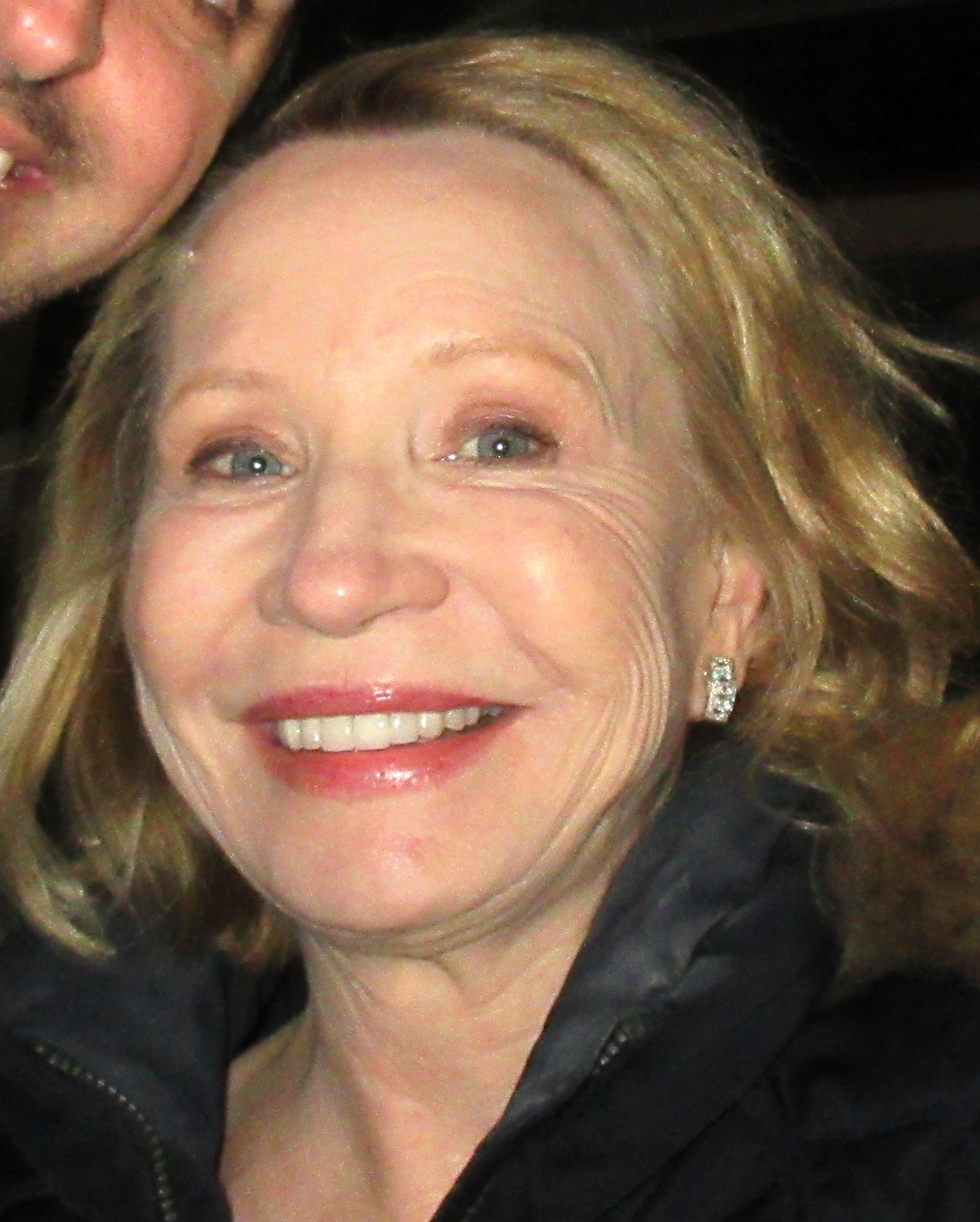
Debra Jo Rupp interprète Sharon.
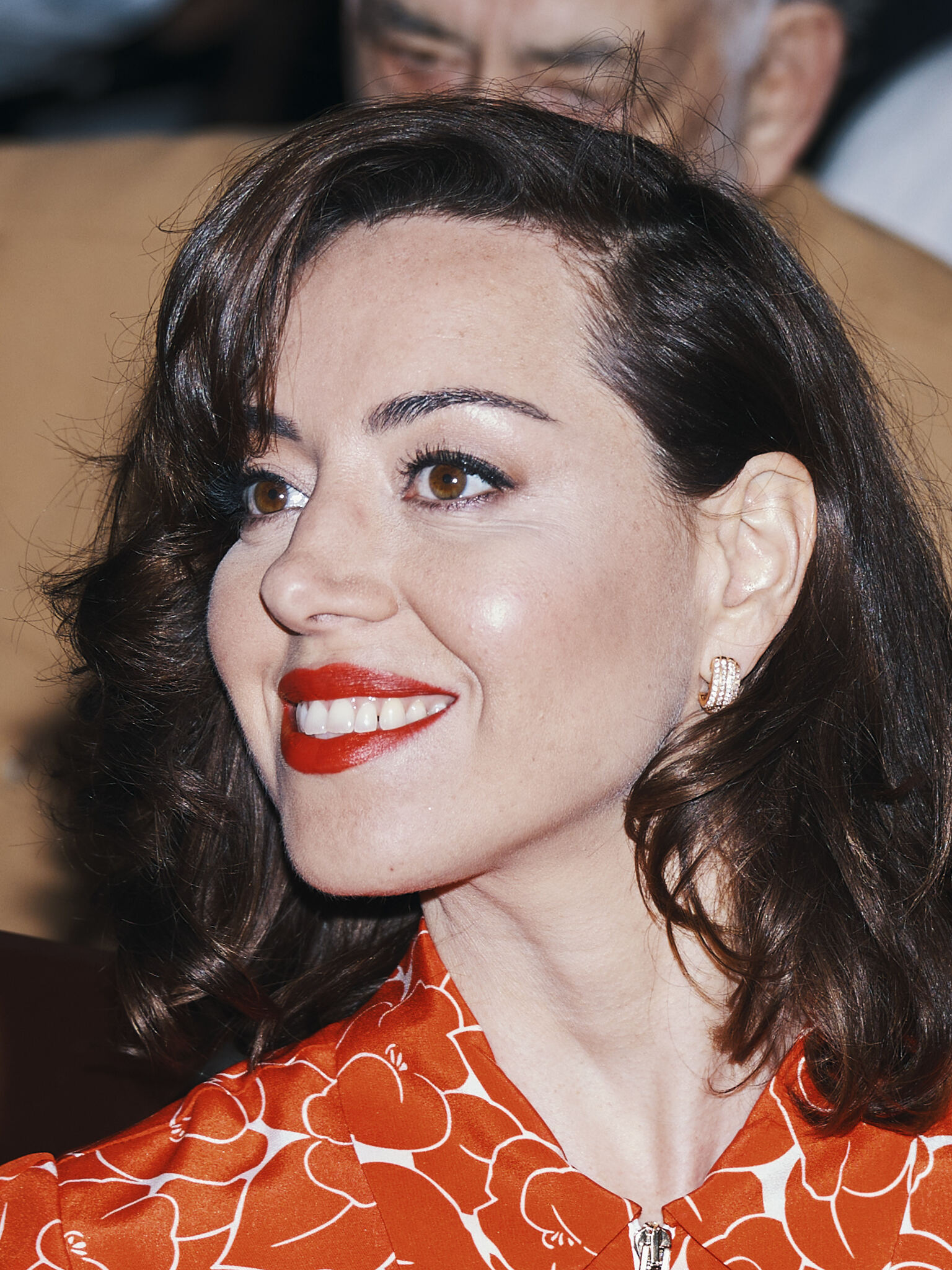
Aubrey Plaza interprète la Mort.
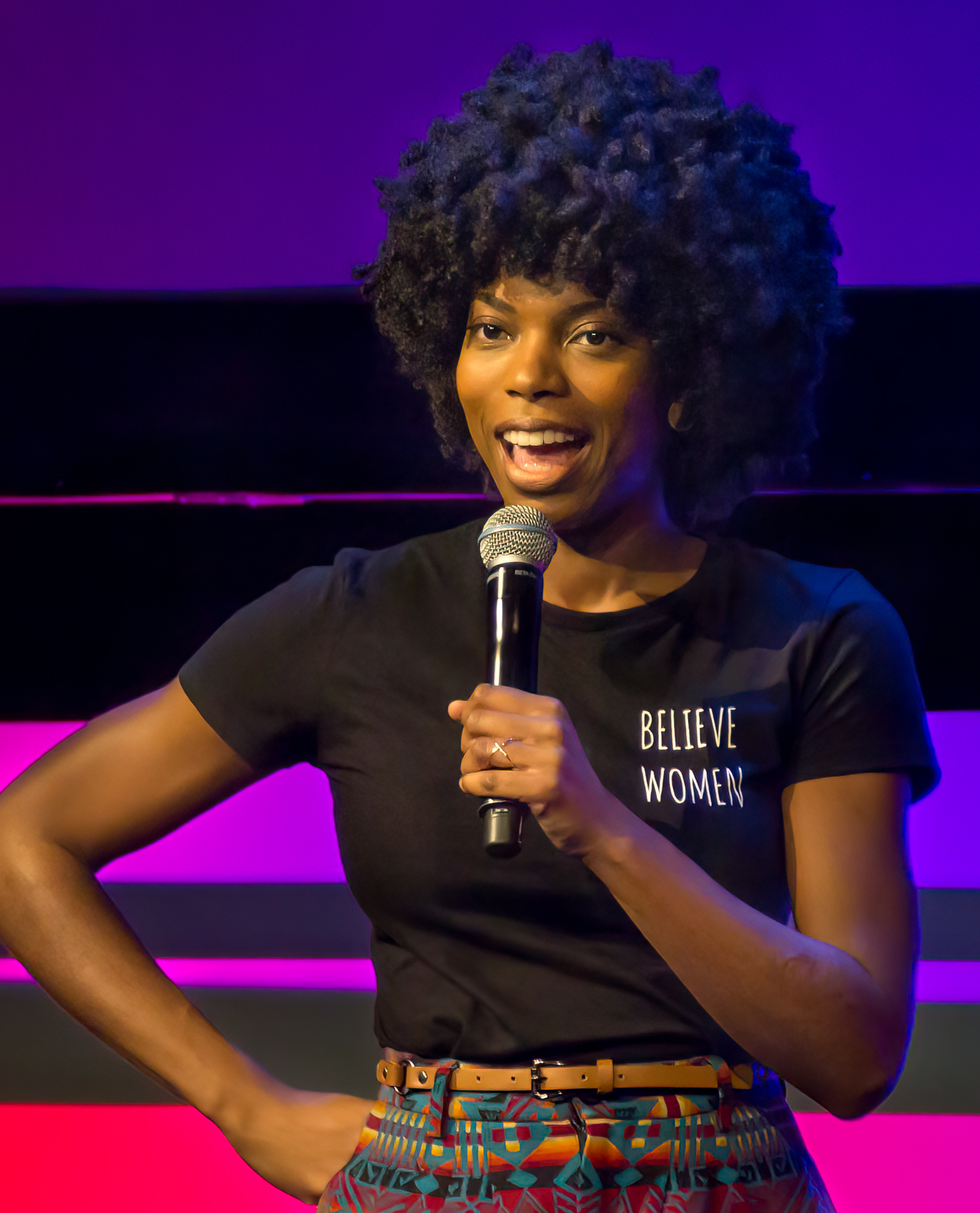
Sasheer Zamata interprète Jennifer.
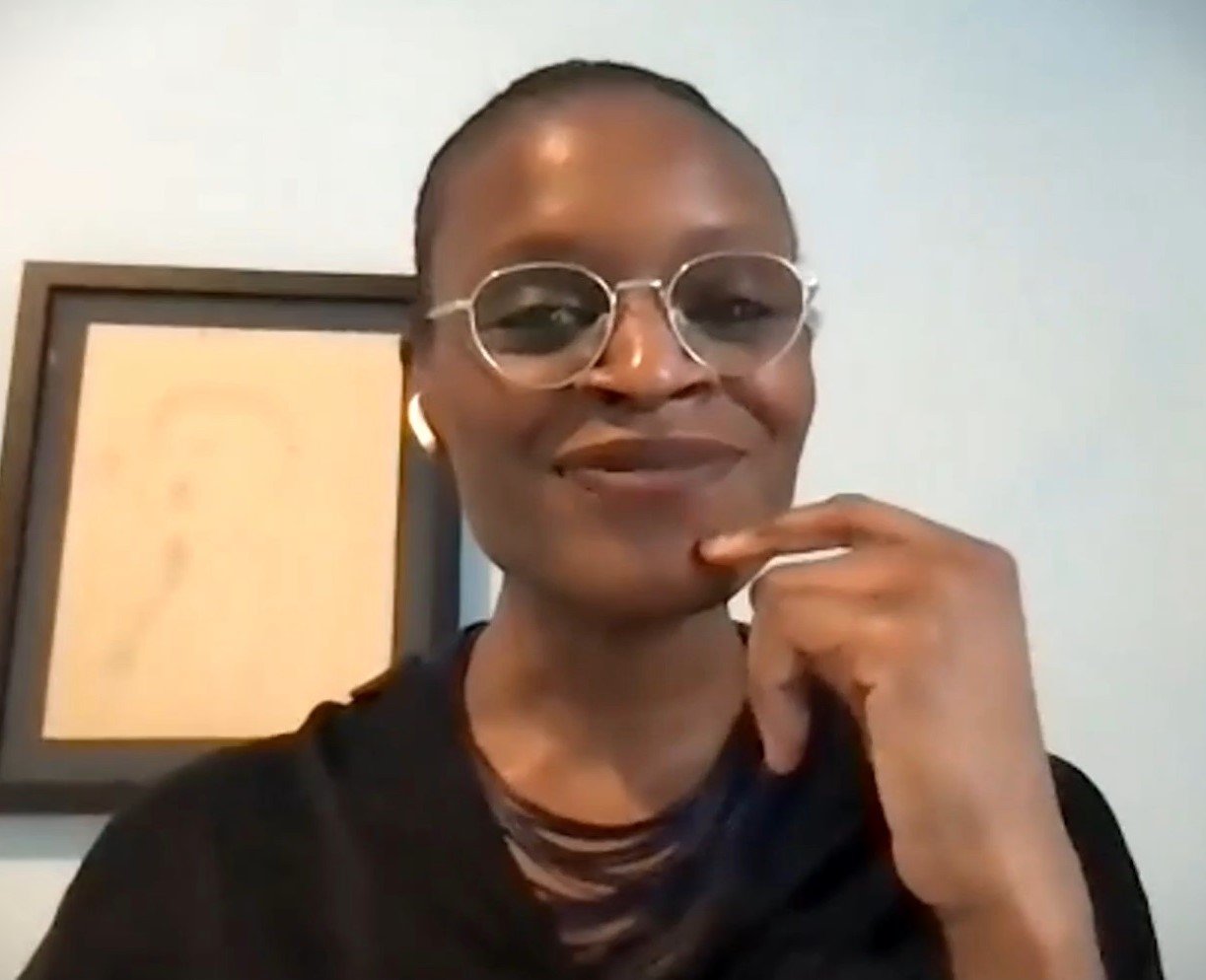
Okwui Okpokwasili interprète Vertigo.
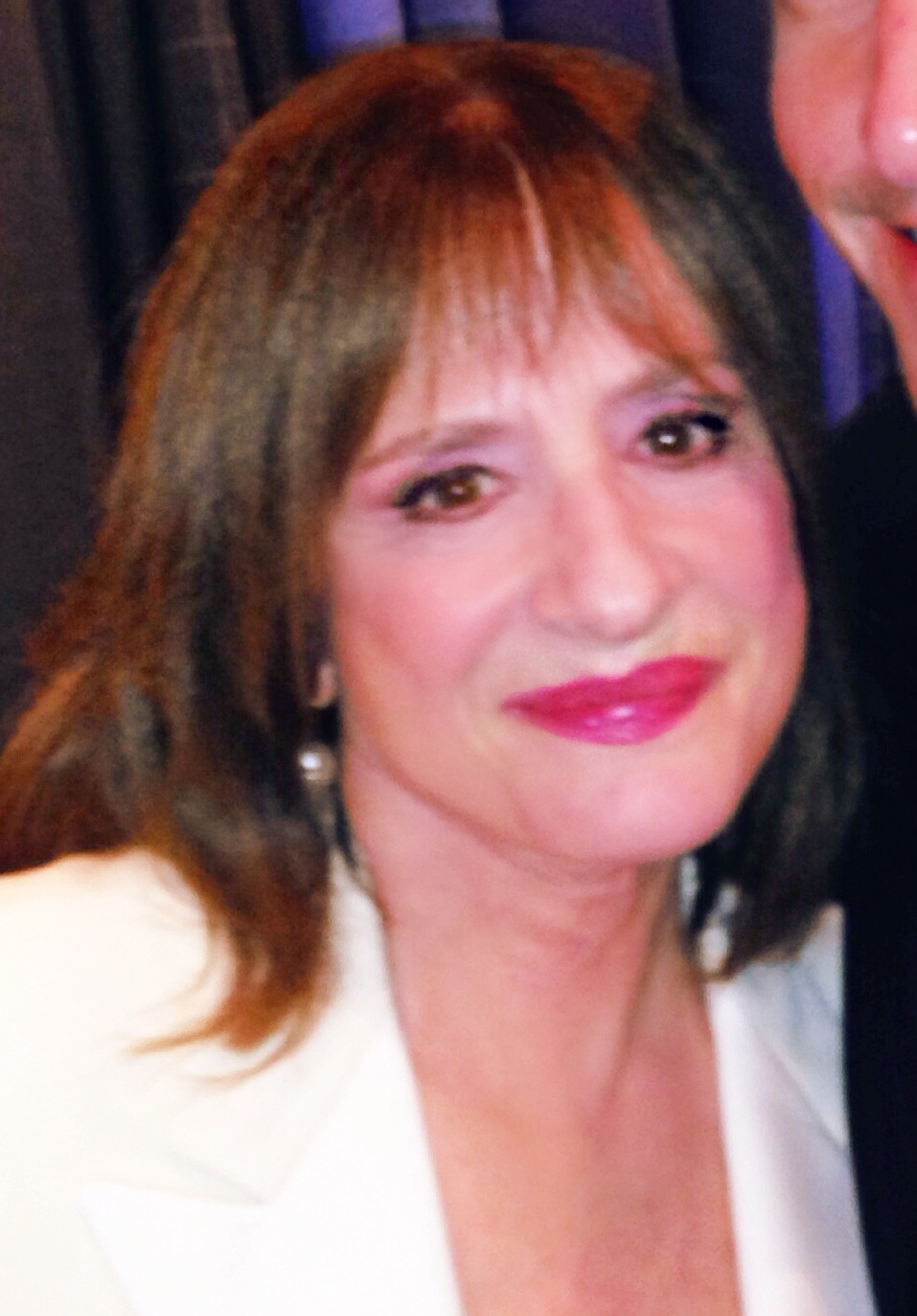
Patti LuPone interprète Lilia.
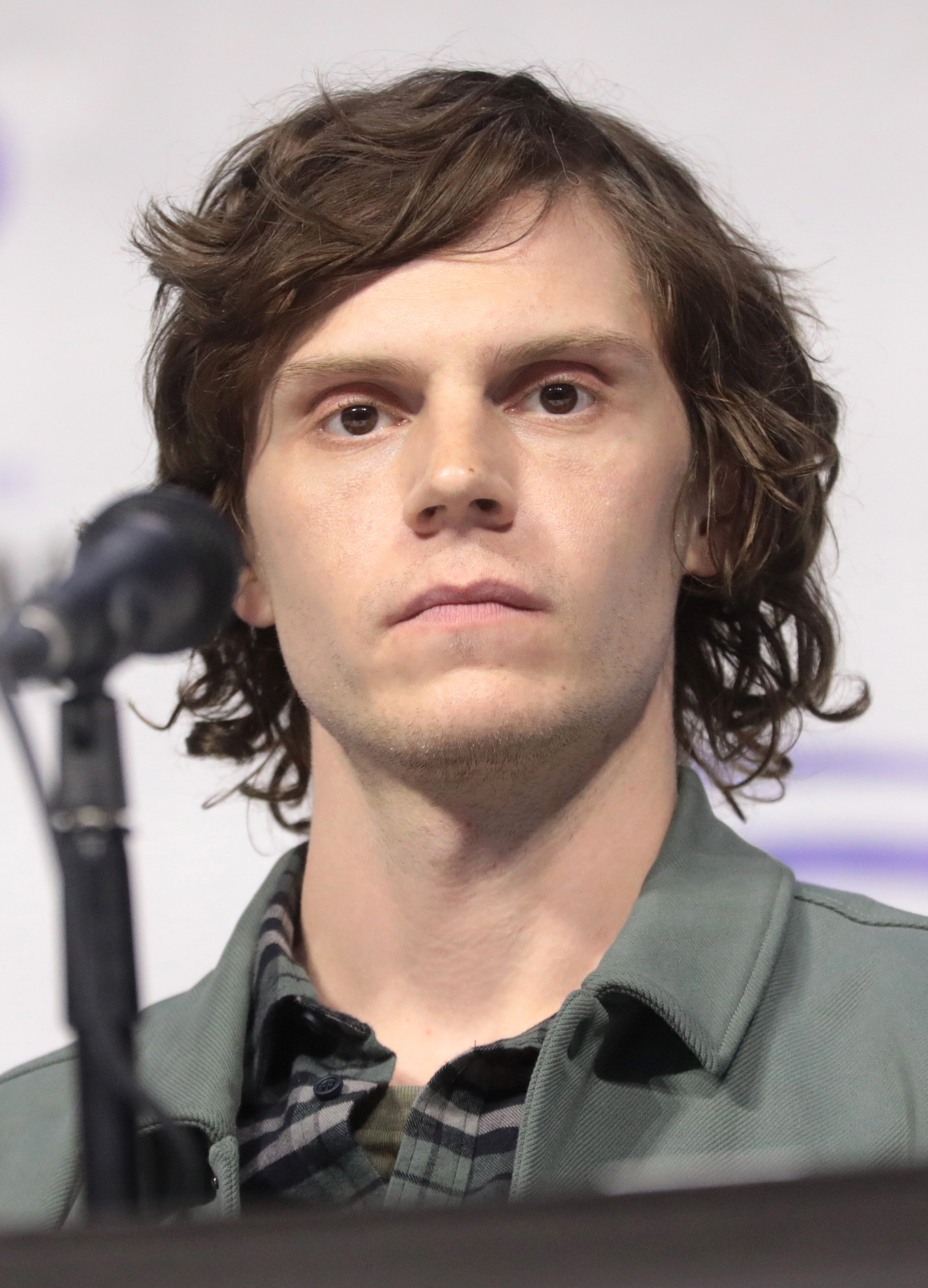
Evan Peters interprète Ralph.
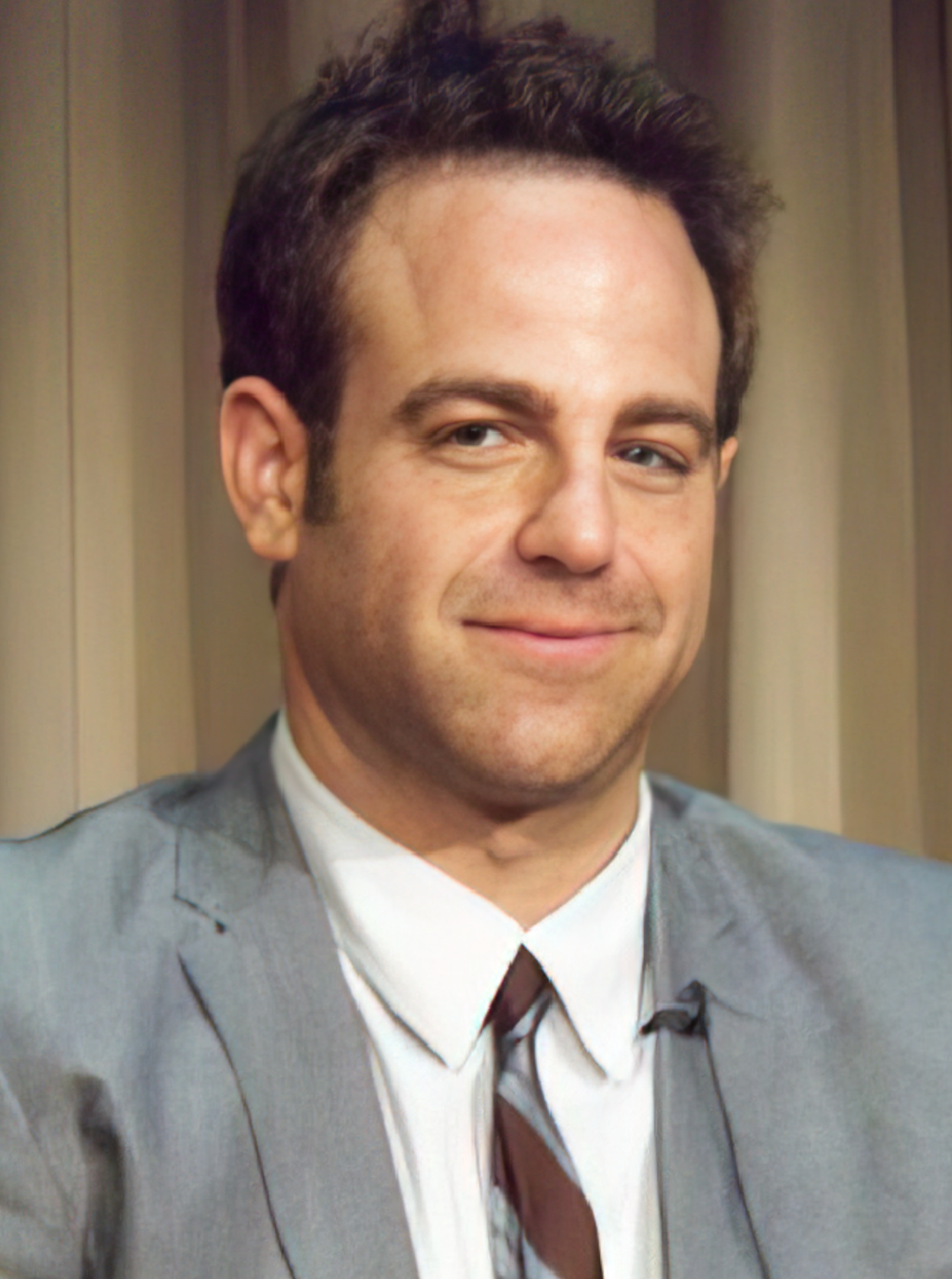
Paul Adelstein interprète Jeff.

### Invités
- David Payton (VF : Mike Fédée) : John Collins / Herb Feltman (épisodes 1, 2 et 8)
- David Lengel (en) (VF : Sébastien Ossard) : Harold Proctor / Phil Jones (épisodes 1, 2 et 8)
- Asif Ali (en) (VF : Pascal Nowak) : Abilash Tandon / Norm Gentilucci (épisodes 1, 2 et 8)
- Emma Caulfield (VF : Juliette Poissonnier) : Sarah Proctor / Dottie Jones (épisode 1)
- Amos Glick (VF : Guillaume Bourboulon) : Dennis Webber (épisode 1)
- Marina Mazepa (en) : Serpent (Snake en version originale, épisodes 2, 5 et 7)
- Bethany Curry : Corbeau (Crow en version originale, épisodes 2, 5 et 7)
- Athena Perample : Renard (Fox en version originale, épisodes 2, 5 et 7)
- Britta Grant : Rat (épisodes 2, 5 et 7)
- Aicia Vela-Bailey : Hibou (Owl en version originale, épisodes 2, 5 et 7)
- Chau Naumova : Coyote (épisodes 2, 5 et 7)
- Chloe Camp (VF : Thaïs Laurent) : Lilia Calderu jeune (épisodes 3 et 7)
- Laura Boccaletti (VF : Cathy Cerdà) : la Maestra (épisodes 3 et 7)
- Elizabeth Anweis (VF : Coralie Coscas) : Lorna Wu (épisode 3)
- Scott Butler : le docteur (épisode 3)
- Jade Quon : le démon (épisode 4)
- Kate Forbes (VF : Nathalie Homs Hayat) : Evanora Harkness (épisode 5)
- Alexandria Shuval-Weiner : la rabbin Levin (épisode 6)
- Erica Frene : l'organisatrice (épisode 6)
- James Bostick : l'ambulancier (épisode 6)
- Abel Lysenko (VF : Oscar Fraisneau) : Nicholas Scratch (en) (épisode 9)
- Hannah Lowther : la sorcière de la forêt (épisode 9)
- Tetra Lloyd White : la sorcière chanteuse de la forêt (épisode 9)
- Henriette Zoutomou : la sorcière du village (épisode 9)
- Holly Bonney : la sorcière de la taverne (épisode 9)
- Kim Bass : la jeune sorcière (épisode 9)

Source et légende : Version française (VF) via le carton de doublage en fin d'épisode sur Disney+.

## Développement

### Production

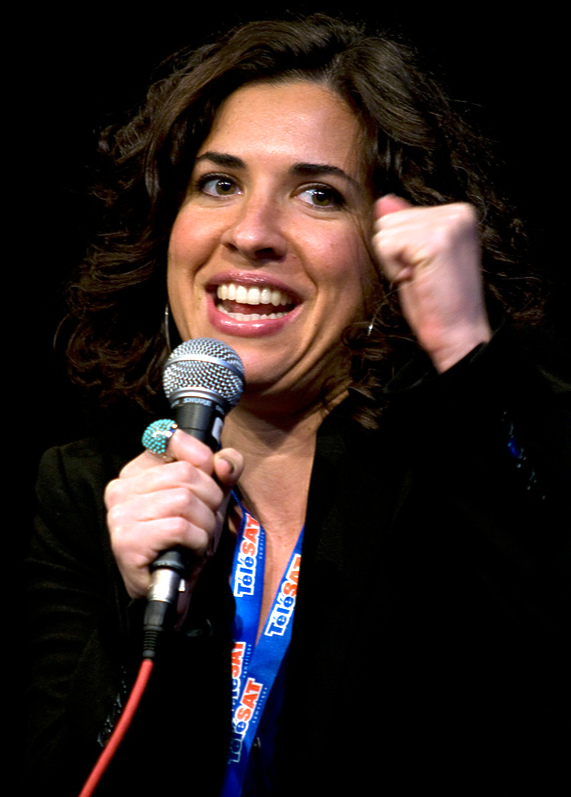
Jac Schaeffer, la créatrice et showrunner de la série.

En 2021, Kathryn Hahn interprète Agnes, une voisine de Wanda Maximoff et la Vision, dans la mini-série télévisée WandaVision (2021). Dans le septième épisode de la série, il est dévoilé que son personnage est en réalité Agatha Harkness, un personnage apparu pour la première fois en 1970 dans un numéro des Quatre Fantastiques. La même année, la créatrice de la mini-série, Jac Schaeffer, signe un contrat de trois ans avec Marvel Studios et 20th Television afin de développer des projets télévisée. Lors de la présentation de ses différentes idées aux studios, elle suggère une série centrée sur Agatha. L'idée séduit le président de Marvel Studios, Kevin Feige, qui lance le développement de la série en octobre 2021.
Lors de l'évènement Disney+ Day en novembre 2021, la série est officiellement annoncée par le service. Il est dévoilé que Schaeffer, Gandja Monteiro et Rachel Goldberg réaliseront des épisodes. En octobre 2023, Marvel Studios commence à changer sa manière de produire des séries télévisées à la suite des critiques leurs reprochant de traiter leurs productions télévisées de la même façon que leurs films, sans showrunner. En juillet 2024, le studio confirme donc que Schaeffer officie en tant que showrunner sur la série.
Lors d'une interview, l'actrice Debra Jo Rupp, qui reprend son rôle de WandaVision, décrit la série comme étant la seconde saison de WandaVision, décrivant une approche anthologique similaire à la série American Horror Story. En septembre 2024, quelques semaines avant le lancement de la série, la productrice Mary Livanos confirme qu'elle se déroule après le film Doctor Strange in the Multiverse of Madness (2022), les événements de ce dernier ayant eu une impact sur le sort de Wanda qui maintient Agatha à Westview.

### Changement de titre
Lors de l'annonce de la commande de la série par Disney+ lors du Disney+ Day en 2021, il est dévoilé qu'elle s'intitulerait Agatha: House of Harkness (soit Agatha : La maison Harkness). L'année suivante, elle est renommée Agatha: Coven of Chaos (soit Agatha : L'assemblée du Chaos). En 2023, Aubrey Plaza publie sur ses réseaux sociaux la photo d'une chaise utilisé sur le tournage indiquant The Darkhold Diaries (soit Le journal du Darkhold) avec la police du logo du film Princesse malgré elle (2001). Quelques mois plus tard, il est confirmé que la série se nomme finalement Agatha: Darkhold Diaries.
En 2024, Marvel Studios publie un logo indiquant un quatrième titre, Agatha: The Lying Witch with Great Wardrobe (soit Agatha : La Sorcière menteuse avec une belle garde-robe). Néanmoins, la publication est rapidement supprimée par le studio. Ce titre fait référence au roman Le Lion, la Sorcière blanche et l'Armoire magique (intitulé en version originale The Lion, the Witch and the Wardrobe).
Le lendemain, lors de sa présentation annuelle, Disney+ dévoile au cours d'une vidéo résumant les différents titres de la série qu'elle s'intitule en réalité Agatha All Along, en référence à la chanson du même titre dans WandaVision et dont la traduction française est Agatha à chaque fois. Il est confirmé que les changements de titres étaient une opération promotionnelle inspirée par la façon dont Agatha joue secrètement avec Wanda dans la série originale.

### Distribution des rôles

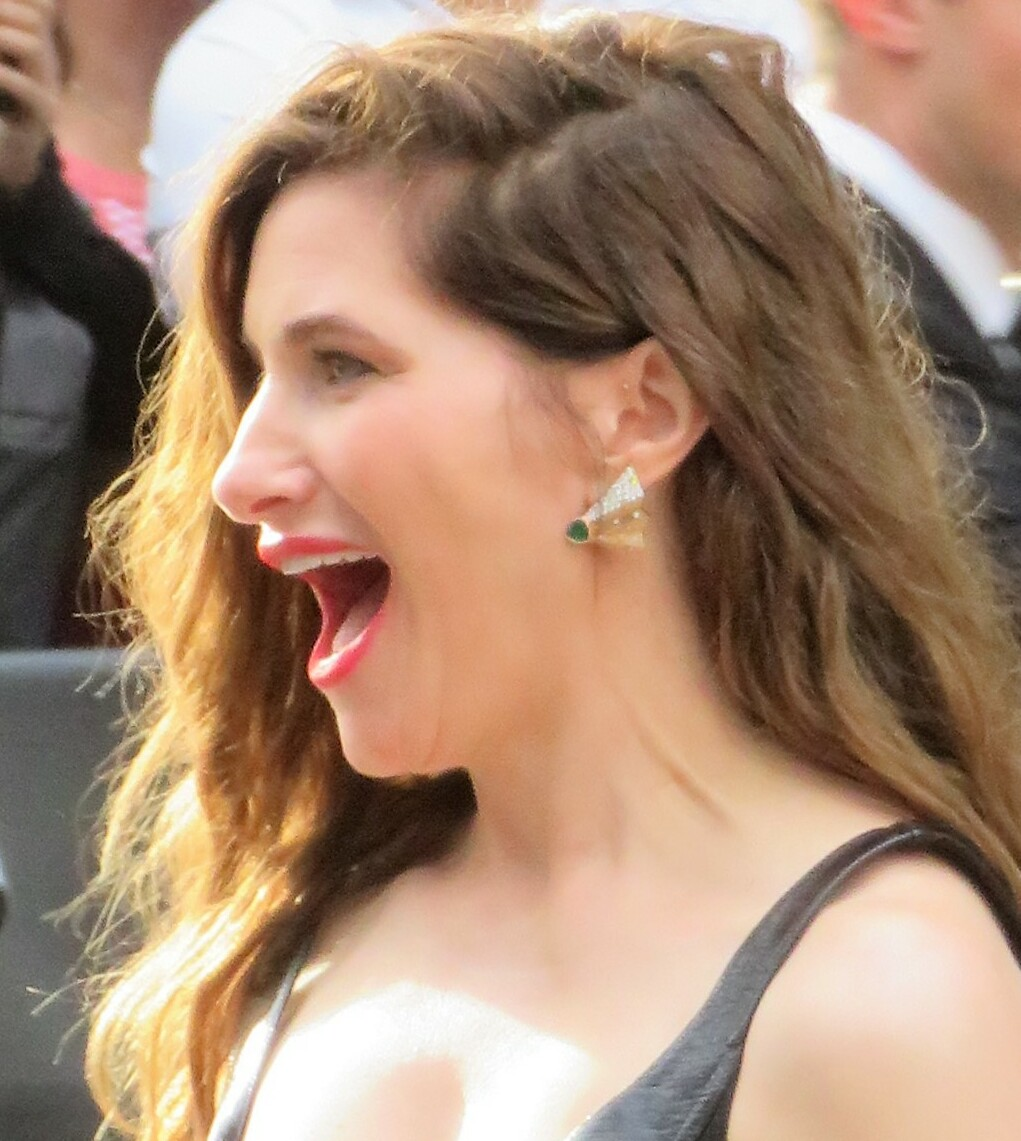
L'actrice Kathryn Hahn reprend son rôle d'Agatha Harkness.

Lors de l'annonce de la série, il est confirmé que Kathryn Hahn reprendrait son rôle dans le cadre de son contrat avec Marvel Studios. En octobre 2022, Emma Caulfield dévoile qu'elle reprendra son rôle de WandaVision dans la série. Le mois suivant, Joe Locke, Aubrey Plaza, Ali Ahn, Maria Dizzia et Sasheer Zamata rejoignent la distribution. Lors de l'annonce, des rumeurs indiquent que Locke interprèterait Billy Kaplan / Wiccan, le fils de Wanda dans les comics, néanmoins, lors de la promotion de la série, le nom Teen (soit Adolescent) est utilisé pour son personnage dans les communiqués officiels de Marvel Studios et Disney+. L'identité du personnage est finalement confirmée dans le cinquième épisode de la série.
En décembre 2022, Patti LuPone rejoint la série. Il est également dévoilé que Miriam Margolyes a été approchée pour jouer dans la série mais a déclinée, n'étant pas d'accord avec le salaire proposé par le studio et ne voulant pas tourner dans l'état américain de Géorgie.
Le mois suivant, il est annoncé que, en plus de Caulfield, plusieurs acteurs de WandaVision reprendront leurs rôles dans la série dont Debra Jo Rupp, David Payton, David Lengel, Asif Ali, Amos Glick, Brian Brightman et Kate Forbes.

### Tournage
Le tournage de la série débute le 17 janvier 2023 au Trilith Studios à Fayetteville dans l'état de Géorgie. Certaines scènes furent également tournées à Los Angeles en Californie en février avant de retourner en Géorgie, notamment dans les environs d'Atlanta. L'actrice Aubrey Plaza à tournée la série et le film Megalopolis de Francis Ford Coppola en simultané, ce dernier étant également tourné à Atlanta.
La tournage de la série ne fût pas impacté par la grève de la Writers Guild of America de 2023 quand elle débute en mai 2023, la production jugeant avoir tournée tout se dont elle avait besoin. Le tournage se termine officiellement le 28 mai 2023. En février 2024, la production se réunit pour une unique journée de tournage supplémentaire.

### Costumes, décors et effets spéciaux
Daniel Selon, qui avait auparavant travaillé en tant qu'assistant sur WandaVision (2021), Doctor Strange in the Multiverse of Madness (2022) et Thor: Love and Thunder (2022), était chargé des costumes de la série. John Collins était chargé des décors.
Lors d'une interview, Kathryn Hahn dévoile que la production a essayée d'utiliser le plus possible d'effets spéciaux pratiques, afin de minimiser l'utilisation d'effets numériques. Kelly Port était chargé de superviser les effets spéciaux, après son travail sur Avengers: Infinity War (2018), Avengers: Endgame (2019) et Spider-Man: No Way Home (2021). La société Digital Domain a travaillé sur les effets numériques.

### Musique
Christophe Beck, le compositeur de WandaVision et d'autres productions de l'univers cinématographique, a composé la musique de scène de la série. Kristen Anderson-Lopez et Robert Lopez, qui ont travaillé sur les chansons de WandaVision, ont également écrits The Ballad of the Witches' Road et ses différentes variations pour la série.

#### Bandes originales
Durant la diffusion de la série, les différentes variations de The Ballad of the Witches' Road ainsi que le thème de la série ont été édités en tant que single par Hollywood Records au fur et à mesure de la sortie des épisodes.
Un album contenant les compositions et les versions de The Ballad of the Witches' Road des épisodes un à cinq a été publié le 11 octobre 2024. Un deuxième album contenant celles des épisodes six à neuf est sorti le 1er novembre 2024. Un troisième album contenant une sélection de musiques et chansons est également sorti le 4 novembre 2024 en vinyle.

### Fiche technique
- Titre original : Agatha All Along
- Titre québécois : Agatha à chaque fois
- Création : Jac Schaeffer
- Décors : John Collins
- Costumes : Daniel Selon
- Photographie : Caleb Heymann, Jon Chema et Isiah Donté Lee
- Musique :
  - Christophe Beck et Michael Paraskevas (musique de scène)
  - Kristen Anderson-Lopez (paroles des chansons) et Robert Lopez (musiques des chansons)
- Casting : Sarah Finn
- Production : Julie Herrin et Peter Cameron
- Production exécutive : Kevin Feige, Louis D'Esposito, Brad Winderbaum, Mary Livanos, Robert Kulzer et Jac Schaeffer
- Sociétés de production : Marvel Studios (sous le label Marvel Television)
- Sociétés de distribution : Disney+ (streaming) / The Walt Disney Company (globale)
- Budget : environ 40 millions de $[37]
- Pays d'origine : États-Unis
- Langue originale : anglais
- Format : couleur - 2160p (4K UHD) - HDR10 - son Dolby Atmos
- Genre : Fantastique et comédie noire
- Durée : 31-49 minutes

 Sauf indication contraire, les informations mentionnées dans cette section peuvent être confirmées par la base de données cinématographiques IMDb,  présente dans la section « Liens externes ».

## Épisodes
Composée de neuf épisodes, la mini-série a été diffusée entre le 18 septembre et le 30 octobre 2024.
1. Retrouvez la Route (Seekest Thou the Road)
2. Un nouveau présage dévoilera le passage (Circle Sewn with Fate / Unlock Thy Hidden Gate)
3. Qu’il vente, qu’il pleuve, à chaque épreuve (Through Many Miles / Of Tricks and Trials)
4. Loin de la maison, écoute ma chanson (If I Can't Reach You / Let My Song Teach You)
5. Dans la nuit noire, vienne le pouvoir (Darkest Hour / Wake Thy Power)
6. Une vision familière (Familiar by Thy Side)
7. La Mort pour nous guider (Death's Hand in Mine)
8. Partons maintenant car la gloire nous attend (Follow Me My Friend / To Glory at the End)
9. Vierge, mère, bigote (Maiden Mother Crone)

## Accueil

### Critiques
La mini-série a reçu des critiques généralement positives sur le site agrégateur de critiques Rotten Tomatoes, recueillant 83 % de critiques positives, avec une note moyenne de 6,70/10 sur la base de 25 critiques collectées, lui permettant d'obtenir le statut « Frais », le certificat de qualité du site. Les épisodes deux, trois et sept sont ceux ayant reçu le plus de critiques positives, avec un score individuel de 100 %. Le consensus critique établi par le site indique que « la merveilleuse Kathryn Hahn est soutenue par un groupe d'interprètes mémorables dans ce spin-off qui concocte de manière rafraîchissante son propre breuvage distinct ».
Sur Metacritic, la saison obtient une note positive de 66/100 basée sur 32 critiques collectées.

### Audiences
Le 26 septembre 2024, Disney annonce que les deux premiers épisodes de la série ont attiré 9,3 millions de spectateurs aux États-Unis lors de leurs sept premiers jours sur le service Disney+. La série est également le programme le plus regardé sur le service dans plusieurs pays durant cette même période. Au 2 octobre 2024, le service FlixPatrol, qui s'occupe d'analyser les charts des services de vidéo à la demande dans le monde, rapporte que la série figurait dans le top dix du service dans 56 territoires. L'agrégateur d'audience Reelgood annonce que la série est le deuxième programme le plus regardé aux États-Unis durant la semaine du 19 septembre 2024. De son côté, la firme Nielsen Media Research estime que la série a été regardée pour un total de 426 millions de minutes entre le 16 et le 22 septembre 2024.
Brad Winderbaum, le responsable du streaming pour Marvel Studios, annonce au même moment que la série a réussi à obtenir le taux de rétention d'audience le plus élevé de toutes les séries Marvel diffusées sur le service à ce jour. Il déclare aussi que l'engagement des spectateurs sur les réseaux sociaux était également très élevé, comparant l'enthousiasme autours de la série similaire à celui pour la seconde saison de Loki.
Le 25 octobre 2024, Disney dévoile que le septième épisode a attiré 4,2 millions de spectateurs aux États-Unis durant son premier jour de diffusion, une augmentation de 35% par rapport au premier épisode.

## Distinctions
Sauf indication contraire, les informations mentionnées dans cette section peuvent être confirmées par la base de données cinématographiques IMDb,  présente dans la section « Liens externes ».

### Récompenses
- Critics' Choice Celebration Of LGBTQ+ Cinema & Television 2025 : Prix de la Révélation pour Sasheer Zamata
- GLAAD Media Awards 2025 : Meilleure nouvelle série télévisée
- Gracie Awards 2025 : Meilleure réalisatrice de fantastique pour Jac Schaeffer
- Guild of Music Supervisors Awards 2025 : Meilleure chanson écrite ou enregistrée pour la télévision pour The Ballad of the Witches' Road (Sacred Chant Version)
- Queerty Awards 2025 : 
  - Meilleure série télévisée comique (2e place)
  - Meilleur performance à la télévision pour Aubrey Plaza
- Saturn Awards 2025 : Meilleure série télévisée de super-héros

### Nominations
- Art Directors Guild Awards 2025 : Meilleurs décors dans une mini-série
- ASCAP Composers' Choice Awards 2025 : Meilleure musique dans un programme télévisée
- Astra TV Awards 2025 : 
  - Meilleure actrice dans une série télévisée comique pour Kathryn Hahn
  - Meilleure distribution dans une série télévisée comique en streaming
- Costume Designers Guild Awards 2025 :
  - Meilleurs costumes dans une série télévisée contemporaine
  - Meilleurs costumes dans une série télévisée fantastique ou de science-fiction
  - Meilleures illustrations de costumes
- Critics' Choice Television Awards 2025 : Meilleure actrice dans un second rôle dans une série télévisée comique pour Patti LuPone
- Dorian Awards 2025 :
  - Meilleure série télévisée LGBTQ
  - Meilleure série télévisée de genre
  - Série télévisée la plus visuellement frappante
  - Meilleure performance dans une série télévisée comique pour Kathryn Hahn
  - Meilleure performance musicale télévisée pour The Ballad of the Witches' Road (Sacred Chant Version)
- Golden Globes 2025 : Meilleure actrice dans une série télévisée musicale ou comique pour Kathryn Hahn
- Golden Tomato Awards 2025 : Meilleure série télévisée fantastique
- Independent Spirit Awards 2025 :
  - Meilleure performance dans une nouvelle série télévisée scriptée pour Kathryn Hahn
  - Révélation dans une nouvelle série télévisée scriptée pour Joe Locke
  - Meilleure performance dans un second rôle dans une nouvelle série télévisée scriptée pour Patti LuPone
- Make-Up Artists & Hair Stylists Guild Awards 2025 : Meilleurs maquillages d'époque ou pour un personnage
- Saturn Awards 2025 :
  - Meilleure actrice de télévision pour Kathryn Hahn
  - Meilleur artiste invité pour Aubrey Plaza
  - Meilleur jeune acteur de télévision pour Joe Locke

Résultats en attente
- Critics' Choice Super Awards 2025 :
  - Meilleure série, mini-série ou téléfilm de super-héros
  - Meilleure actrice dans une série, mini-série ou téléfilm de super-héros pour Kathryn Hahn
  - Meilleure actrice dans une série, mini-série ou téléfilm de science-fiction ou fantastique pour Kathryn Hahn
- Prix Hugo 2025 : Meilleure présentation dramatique - Format court
- Gold Derby Awards 2025 :
  - Meilleure série télévisée comique
  - Meilleure actrice comique pour Kathryn Hahn
  - Meilleure actrice secondaire comique pour Aubrey Plaza
  - Meilleure acteur secondaire comique pour Joe Locke
  - Meilleure épisode de série comique pour La Mort pour nous guider (Death's Hand in Mine) (épisode 7)
  - Performance de l'année pour Kathryn Hahn
- Primetime Creative Arts Emmy Awards 2025 : 
  - Meilleur costumes pour une série fantastique ou de science-fiction
  - Meilleures musiques et paroles pour The Ballad of the Witches' Road (Sacred Chant Version)
  - Meilleur montage sonore pour une série d'une demi-heure pour l'épisode Dans la nuit noire, vienne le pouvoir (Darkest Hour / Wake Thy Power) (épisode 5)
- Television Critics Association Awards 2025 : Meilleur film, mini-série ou téléfilm

## Documentaire spécial
Le 13 novembre 2024, Marvel Studios publie un épisode de la docu-série Marvel Studios : Rassemblement centré sur la série sur sa chaîne YouTube. Cet épisode explore les coulisses de la série et suit l'équipe durant la production, incluant des images inédites du tournage.